# Palimbão
Palimbão (Palembang, em indonésio) é uma cidade da Indonésia, no sul da ilha de Samatra. Capital da província de Samatra do Sul, Palimbão possui 1 286 000 habitantes no perímetro urbano e mais de 1 730 000 habitantes na região metropolitana. 

## História
A cidade já foi capital do antigo Império Serivijaia, parte hindu, parte budista, que controlava uma grande parte do que é hoje a Malásia e a Indonésia. Após um ataque do Império Chola em 1025, começou a declinar gradualmente em relevância. A capital de Serivijaia foi então transferida para Jambi. Palimbão também é a origem de Parameswara, soberano de Malaca (hoje um estado malaio), que fundou o mais importante império da história da Malásia.
O legado da arquitetura colonial neerlandesa ainda é visível na cidade. 
A batalha naval de Palimbão ocorreu próximo à cidade, durante a Segunda Guerra Mundial, entre 13 e 15 de fevereiro de 1942.

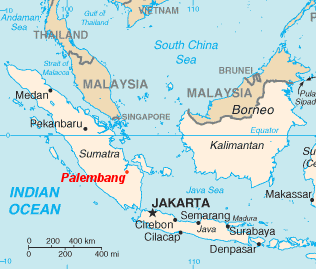
Mapa da ilha de Samatra com a localização de Palimbão

- http://www.palembang.go.id/Mapa da ilha de Samatra com a localização de Palimbão